# Kardašova Řečice
Kardašova Řečice är en stad i Tjeckien.   Den ligger i regionen Södra Böhmen, i den centrala delen av landet, 110 km söder om huvudstaden Prag. Kardašova Řečice ligger 442 meter över havet och antalet invånare är 2 071.
Terrängen runt Kardašova Řečice är huvudsakligen platt, men åt nordost är den kuperad. Runt Kardašova Řečice är det ganska tätbefolkat, med 214 invånare per kvadratkilometer. Närmaste större samhälle är Jindřichův Hradec, 11,8 km öster om Kardašova Řečice. Omgivningarna runt Kardašova Řečice är en mosaik av jordbruksmark och naturlig växtlighet.